# Parlamento da Cantábria
O Parlamento da Cantábria é o órgão legislativo da Comunidade Autônoma da Cantábria. Seus membros se chamam deputados e seu compromisso é representar os cidadãos cântabros. Os parlamentares são eleitos por sufrágio universal, igual, livre, direto e secreto.
Seu atual presidente é Miguel Ángel Palacio.

## Funções

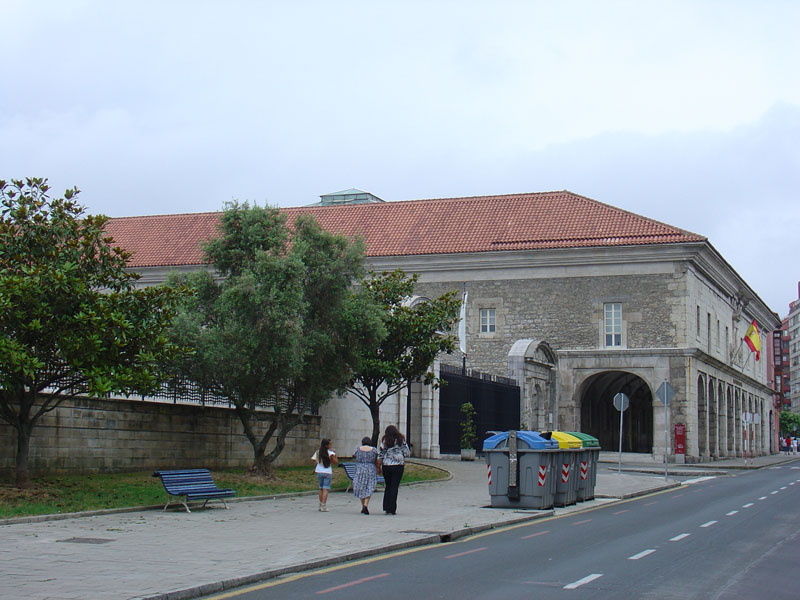
Foto do Parlamento de Cantábria

Entre as principais funções deste Parlamento, pode-se destacar:
- Aprovar as leis e propor a adoção de projetos de lei;
- Subscrever acordos de colaboração e convênios com outras comunidades;
- Eleger, entre seus membros, o Presidente de Cantábria;
- Eleger o senador para representar Cantábria no Senado espanhol;
- Controlar a ação do Governo de Cantábria;
- Aprovar orçamentos da comunidade;
- Aprovar planos econômicos.

## Composição
O número total de deputados é de 39, sendo que pode ter entre 35 e 45. Os deputados exercem seu cargo durante quatro anos e gozam de inviolabilidade por atividades realizadas no exercício de seu cargo (votos, opiniões, etc.)